# Jurassic World Evolution 2
Jurassic World Evolution 2 is een simulatiespel voor bouw en management, ontwikkeld en uitgegeven door Frontier Developments . Het vervolg op Jurassic World Evolution (2018) en de game speelt zich af tussen Jurassic World: Fallen Kingdom en Jurassic World Dominion . De game verscheen op 9 november 2021 voor PlayStation 4, PlayStation 5, Windows, Xbox One en Xbox Series X en Series S. Critici waren over het algemeen positief en noemden het een verbetering in opzichte van zijn voorganger. Het vervolg, Jurassic World Evolution 3, verschijnt naar verwachting in oktober 2025.

## Gameplay
Evolution 2 is, net als het eerste spel, een bedrijfssimulatie waarin de speler een prehistorisch Jurassic World-themapark bouwt. De game bevat meer dan 75 prehistorische soorten, waaronder verschillende dinosaurussen, pterosauriërs en zeereptielen. Spelers moeten verblijven, volières en lagunes bouwen om deze dieren te huisvesten, zodat bezoekers ze kunnen bekijken.  Deze dieren hebben verschillende behoeften, zoals het soort voedsel dat ze eten en de mate van bebossing die ze in hun leefgebied nodig hebben. Hieraan moet worden voldaan om ze gezond en tevreden te houden. De game maakt gebruik van een dynamisch territoriumsysteem, waarbij dieren die in hetzelfde leefgebied leven, met elkaar vechten om hulpbronnen. Hun territoria veranderen voortdurend, afhankelijk van de hulpbronnen die in hun habitat beschikbaar zijn.  Vergeleken met zijn voorgangers beschikt de game over een complexere kunstmatige intelligentie voor de prehistorische soort, waardoor deze in groepen jaagt en vaker en realistischer met anderen omgaat. Het terreingereedschap is volledig herzien, waarbij spelers de juiste bomen en struiken moeten planten zodat de herbivoren ervan kunnen eten. 
Spelers moeten verschillende faciliteiten bouwen en wetenschappers rekruteren voor onderzoek en het uitbroeden van prehistorische soorten. De gerekruteerde wetenschappers bieden verschillende gameplay-voordelen, maar overwerkte en ontevreden werknemers zullen het park saboteren en de dieren opzettelijk laten ontsnappen. Om een prehistorisch dier te kunnen uitbroeden, moet de speler eerst het DNA van dat dier uit de fossielen halen. Hun DNA kan worden aangepast om de dieren unieke eigenschappen te geven, zoals veerkracht tegen een bepaald soort ziekte.  Spelers moeten ook parkwachters en dierenartsen inhuren om de dieren gelukkig en gezond te houden. Om de gasten te vermaken kunnen spelers verschillende attracties bouwen, zoals de Gyrospheres, die nu door meerdere omheiningen kunnen rijden en kunnen worden aangevallen door prehistorische dieren.  Gasten worden ingedeeld in verschillende groepen met verschillende interesses. Natuurliefhebbers willen bijvoorbeeld graag planteneters zien, terwijl avonturiers liever vleeseters zien. Voorzieningen zoals toiletten, souvenirwinkels en restaurants moeten ook worden gebouwd en spelers kunnen deze aanpassen met verschillende modules en decoraties om aan de behoeften van verschillende gasten te voldoen. 
In tegenstelling tot het eerste spel, dat zich afspeelt op de fictieve archipel van "Las Cinco Muertas", speelt Evolution 2 zich af in de buitenwereld, met verschillende biomen zoals bossen en woestijnen, die elk unieke uitdagingen bieden voor de speler terwijl ze hun parken ontwerpen.  De kaarten in het spel zijn aanzienlijk groter dan die in het eerste spel.  De game bevat verschillende spelmodi, waaronder een campagnemodus die zich afspeelt na Jurassic World: Fallen Kingdom, een "Chaos Theory"-modus die belangrijke verhalende momenten uit de films opnieuw bezoekt (zoals de bouw van het Jurassic Park-complex nabij San Diego, zoals te zien in The Lost World: Jurassic Park ) en de Challenge- en Sandbox-modi keren ook terug.  Jeff Goldblum en Bryce Dallas Howard keren terug om respectievelijk de stemmen van Ian Malcolm en Claire Dearing te verzorgen. 

## Ontwikkeling en uitgave
Jurassic World Evolution 2 is ontwikkeld en gepubliceerd door Frontier Developments . De game werd in juni 2021 door Goldblum aangekondigd tijdens het Summer Game Fest .  De campagnemodus van het spel wordt samen met de films als canon beschouwd en speelt zich af tussen Jurassic World: Fallen Kingdom en Jurassic World Dominion . Frontier werkte nauw samen met Universal Pictures om ervoor te zorgen dat de game paste bij de toekomstplannen van de studio voor de franchise. Het bedrijf kreeg toegang tot Universal's collectie geluidseffecten en themamuziek van de films. 
Jurassic World Evolution 2 werd uitgebracht op 9 november 2021 voor PlayStation 4, PlayStation 5, Windows, Xbox One en Xbox Series X en Series S. Spelers die de game pre-orderden, ontvingen drie voertuigskins geïnspireerd door The Lost World: Jurassic Park .  Bij de lancering werd het Deluxe Upgrade Pack uitgebracht, waaraan vijf nieuwe soorten werden toegevoegd.

### Updates en DLC
Jurassic World Evolution 2 wordt na de lancering ondersteund met betaalde downloadbare content (DLC) en gratis updates. De eerste DLC, het Early Cretaceous Pack, werd uitgebracht op 9 december 2021 en voegde vier nieuwe soorten uit het tijdperk toe.   De tweede DLC, het Camp Cretaceous Dinosaur Pack, werd uitgebracht op 8 maart 2022 en voegde één nieuwe soort, één hybride soort en nieuwe verschijningen toe, gebaseerd op de animatieserie Jurassic World Camp Cretaceous . 
De eerste uitbreiding van het spel, de Dominion Biosyn Expansion, werd uitgebracht op 14 juni 2022 en bevat een nieuwe campagne, vier nieuwe soorten en nieuwe verschijningen gebaseerd op Jurassic World Dominion .  De derde DLC, het Late Cretaceous Pack, werd uitgebracht op 15 september 2022 en voegde vier nieuwe soorten uit dat tijdperk toe.
De tweede uitbreiding van het spel, de Dominion Malta Expansion, werd uitgebracht op 8 december 2022 en bevat een nieuwe campagne, vier nieuwe rassen en nieuwe verschijningen gebaseerd op Jurassic World Dominion . De vierde DLC, het Feathered Species Pack, werd uitgebracht op 30 maart 2023 en voegde drie gevederde soorten en één vliegend reptiel toe. Op 8 juni 2023 werd, ter ere van het 30-jarig jubileum, een gratis update uitgebracht met versieringen die waren geïnspireerd op de eerste film .
De vijfde DLC, het Prehistoric Marine Species Pack, werd uitgebracht op 10 augustus 2023 en voegde vier nieuwe zeedieren toe. De zesde DLC, het Cretaceous Predator Pack, werd uitgebracht op 30 november 2023 en voegde vier nieuwe vleesetende soorten toe. De zevende DLC, het Secret Species Pack, werd uitgebracht op 13 maart 2024 en voegde drie hybride soorten uit de eerste game toe en een nieuwe hybride uit Camp Cretaceous . De achtste DLC, het Park Managers' Collection Pack, werd uitgebracht op 16 mei 2024 en voegde vier nieuwe soorten toe.
| Naam                            | Datum             | Descriptie |
| ------------------------------- | ----------------- | --- |
| Deluxe Upgrade Pack             | 9 november 2021   | De "Deluxe Upgrade Pack" voegt Geosternbergia, Attenborosaurus, Pachyrhinosaurus, Huayangosaurus, en Megalosaurus als nieuwe soorten toe aan het spel. |
| Early Cretaceous Pack           | 9 december 2021   | Het "Early Cretaceous Pack" voegt Wuerhosaurus, Minmi paravertebra, Dsungaripterus, en Kronosaurus als nieuwe soorten toe aan het spel. |
| Camp Cretaceous Dinosaur Pack   | 8 maart 2022      | Het "Camp Cretaceous Dinosaur Pack" voegt twee nieuwe soorten toe uit de gelijknamige serie van DreamWorks Animation: Monolophosaurus en de fictieve hybride Scorpios. rex De DLC bevat ook een alternatief model voor Ouranosaurus en Kentrosaurus, aangezien het ontwerp van de serie aanzienlijk afweek van de in-game modellen. Het pakket voegt ook skins toe die gebaseerd zijn op verschillende individuele dinosaurussen uit de serie: een Tyrannosaurus-skin gebaseerd op Big Eatie, een Kentrosaurus-skin gebaseerd op Pierce, een Carnotaurus-skin gebaseerd op Toro, een Ankylosaurus-skin gebaseerd op Bumpy en Baryonyx-skin gebaseerd op Grim, Limbo en Chaos. Het pakket bevat ook twee skins voor de Parasaurolophus, gebaseerd op de fictieve Parasaurolophus lux, een kunstmatig gecreëerde, bioluminescerende soort Parasaurolophus. Alle toegevoegde dinosaurussen en skins waren te zien in de eerste vier seizoenen van Camp Cretaceous. |
| Dominion Biosyn Expansion       | 14 juni 2022      | De "Dominion Biosyn-expansion" voegt een nieuwe campagne toe die zich afspeelt in Biosyn Valley, zoals te zien was in Jurassic World Dominion. Naast Claire Dearing zijn er ook voormalige Jurassic Park-consultants Dr. Alan Grant (Sam Neill) en Dr. Ellie Sattler (Laura Dern), het hoofd van Biosyn, Dr. Lewis Dodgson (Campbell Scott) en Ramsay Cole (Mamoudou Athie) te zien. De uitbreiding voegt ook vier nieuwe soorten toe: Pyroraptor, Therizinosaurus, Dimetrodon en Quetzalcoatlus als nieuwe soorten. Twee nieuwe varianten voor twee soorten, Giganotosaurus en Dreadnoughtus, en zes nieuwe skins (twee voor Tyrannosaurus, één voor Dilophosaurus en drie voor Parasaurolophus), allemaal gebaseerd op hun verschijningen in Dominion, zijn ook toegevoegd. |
| Late Cretaceous Pack            | 15 september 2022 | Het "Late Cretaceous pack" voegt Barbaridactylus, Styxosaurus, Australovenator, en Alamosaurus als nieuwe soorten toe. De DLC voegt ook bioluminescent skins toe, ook Lux genoemt, voor de styxosaurus. |
| Dominion Malta Expansion        | 8 december 2022   | De Dominion Malta-uitbreiding voegt een nieuwe campagne toe, gebaseerd op scènes met een ondergrondse markt op Malta, die ook te zien was in Jurassic World Dominion, en die zich afspeelt vóór de gebeurtenissen in de film. De campagne bevat de personages Kayla Watts (DeWanda Wise), Barry Sembène (Omar Sy) en Soyona Santos (Dichen Lachman). De uitbreiding voegt ook nieuwe gebouwen toe, een nieuw mechanisme genaamd de "Dinosaur Exchange", waar spelers dinosaurussoorten kopen en verhandelen op de zwarte markt in plaats van fossielen en genomen te vinden op opgravingslocaties, drie nieuwe eilanden rond de Middellandse Zee-archipel en verschillende nieuwe soorten: Atrociraptor, Lystrosaurus, Moros intrepidus en Oviraptor. De uitbreiding bevat ook vier extra varianten voor bestaande soorten: Allosaurus, Dimorphodon, Iguanodon en Carnotaurus, gebaseerd op hun verschijningen in Dominion.                                     |
| Feathered Species Pack          | 30 maart 2023     | Het "Feathered species pack" voegt Yutyrannus, Sinosauropteryx, Deinocheirus, en Jeholopterus toe als nieuwe soorten |
| Prehistoric Marine Species Pack | 10 augustus 2023  | Het "Prehistoric Marine Species Pack" voegt Archelon, Dunkleosteus, Nothosaurus, en Shonisaurus als nieuwe soorten toe. De DLC voegt ook Lux skins toe voor de Nothosaurus, en ook een "Lagoon Rock Platform" waar de Nothosaurus en Archelon op kunnen kruipen. |
| Cretaceous Predator Pack        | 30 november 2023  | Het "Cretaceous predator Pack" voegt Gigantoraptor, Utahraptor, Concavenator, en Tarbosaurus als nieuwe soorten toe. |
| Secret Species Pack             | 13 maart 2024     | Het Secret Species Pack herintroduceert de fictieve hybriden Ankylodocus, Spinoraptor en Stegoceratops uit Jurassic World Evolution, en introduceert tevens de fictieve hybride Spinoceratops uit Jurassic World Camp Cretaceous, als uitbroedbare soort. Het pakket introduceert ook Lux-patronen voor alle vier de hybriden, evenals de Indominus rex en Indoraptor. |
| Park Managers' Collection Pack  | 16 mei 2024       | Het "Park Manager' Collection Pack" voegt Megalodon, Microceratus, Segisaurus, en Thanatosdrakon als nieuwe soorten toe. Het voegt ook een nieuwe skin voor de Tyrannosaurus rex toe naar Little Eatie van Jurassic world camp Cretaceous |

## Receptie
| Recensiescore       | Recensiescore                                      |
| Recensieverzamelaar | Score                                              |
| ------------------- | -------------------------------------------------- |
| Metacritic          | (PC) 77/100 (PS5) 79/100 (XBO) 81/100 (XSX) 74/100 |
| Publicist           | Score                                              |
| Game Informer       | 8/10                                               |

Volgens recensie-aggregator Metacritic kreeg het spel "over het algemeen gunstige recensies".  
PCGames N gaf de game een 7: "Het is een slimme verbetering ten opzichte van zijn voorganger en bevat nog steeds de mooiste dinosaurussen ooit in een game. Maar omgaan met rampzalige gebeurtenissen buiten je controle is nog steeds niet leuk, zelfs al is het thema van de Jurassic Park IP." 
De eerste verkoopcijfers voor de PC waren lager dan verwacht, aangezien de game in dezelfde week uitkwam als verschillende andere populaire PC-games. De versies voor thuisconsoles verkochten zoals verwacht en binnen twee weken na de release had het spel ongeveer 500.000 spelers op alle platforms. Frontier verwachtte dat het spel binnen het eerste jaar meer inkomsten zou genereren dan zijn voorganger, deels vanwege de aanstaande release van Jurassic World Dominion . 

## Vervolg
In mei 2024 kondigde Frontier Developments een vervolg aan, Jurassic World Evolution 3 . De game staat gepland voor release op 21 oktober 2025. 